# Luis Gil Fernández
Luis Gil Fernández   (Madrid, 1927 - Madrid, 30 de setembre de 2021) va ser un filòleg, hel·lenista, historiador i traductor espanyol, amb una llarga carrera docent en l'àmbit de l'ensenyament públic.

## Biografia
Va estudiar a l'Institut Ramiro de Maeztu de Madrid. Doctor en Filologia Clàssica per la Universitat de Madrid amb premi extraordinari en 1956. Va ampliar estudis a les universitats d'Oxford, Múnic i a la Biblioteca Nacional de París.
Catedràtic de Filologia Grega a les universitats de Valladolid, Salamanca i la Complutense de Madrid, de la qual va ser professor emèrit des de 1992. Ha editat, traduït i escrit comentaris sobre nombrosos autors de la Grècia clàssica, com Plató, Lísies, Sòfocles, Llucià de Samosata o Aristòfanes.

## Obres
- El Imperio luso-español y la Persia Safávida, Tomo 1 (1582-1605) (ISBN 84-7392-638-2)
- Los antiguos y la inspiración poética
- La cultura española en la Edad Moderna.
- Introducción a Homero
- Transmisión mítica
- Therapeia: la medicina popular en el mundo clásico, Madrid : Triacastela, 2004. ISBN 84-95840-20-0
- Formas y tendencias del humanismo valenciano quinientista, Madrid: Ediciones del Laberinto, 2003. ISBN 84-8483-149-3
- Oneirata: esbozo de oniro-tipología cultural grecorromana. Universidad de Las Palmas de Gran Canaria, 2002. ISBN 84-95792-91-5
- Martín Fernández de Figueroa, Conquista de las Indias de Persia e Arabia que fizo la armada del rey don Manuel de Portugal. Edición de Luis Gil Fernández, Valladolid: Secretariado de Publicaciones e Intercambio Editorial, Universidad de Valladolid, 1999. ISBN 84-7762-988-9
- Aristófanes Madrid: Editorial Gredos, 1996. ISBN 84-249-1836-3
- Con Ilia M. Tabagua Fuentes para la historia de Georgia en bibliotecas y archivos españoles (siglos XV-XVII) Universidad Complutense, 1993. ISBN 84-7491-438-8
- García de Silva y Figueroa, Epistolario diplomático. Edición de Luis Gil Fernández, Institución Cultural "El Brocense", 1989. ISBN 84-86854-23-7
- Censura en el mundo antiguo, Alianza Editorial, 1985. ISBN 84-206-2432-2
- Panorama social del humanismo español: (1500-1800) Editorial Alhambra, 1981; segunda edición Madrid: Tecnos, 1997. ISBN 84-205-0850-0
- Campomanes un helenista en el poder, Fundación Universitaria Española, 1976. ISBN 84-7392-005-8

## Distincions
- Premi Internacional Menéndez Pelayo del CSIC (1969).
- Premi Nacional a l'Obra d'un Traductor (1999).
- Premio Nacional de Historia de España (2007), per El imperio luso-español y la persia safávida, Madrid, Fundación Universitaria Española, 2007[1]